# Румынский референдум по импичменту президента (2012)
Референдум в Румынии по вопросу импичмента президента Траяна Бэсеску был проведён 29 июля 2012 года. Большинство голосовавших высказались за отставку Президента Румынии. Но явка не превысила избирательный порог в 50 %, поэтому Конституционный суд Румынии 21 августа признал референдум несостоявшимся.

## Предыстория
Траян Бэсеску был избран Президентом Румынии в 2004 году. Через три года, в 2007, Парламент Румынии объявил импичмент главе государства. Конфликт разгорелся из-за разногласий «Демократической либеральной партии» президента с оппозиционной «социал-демократической партией» и коалиционными партнёрами, а точнее, с премьер-министром, представителем «Национальной либеральной партии» Кэлин Попеску-Тэричану. Депутаты и сенаторы обвинили Бэсеску в нарушении конституции страны, хотя Конституционный суд не подтвердил их обвинения (но в то же время признал импичмент законным).
После вынесения импичмента парламентом состоялся референдум, на котором большинство (75 %) голосовавших высказались за то, чтобы Траян Бэсеску продолжил исполнять свои обязанности в качестве Президента Румынии.
В 2009 году состоялись выборы Президента Румынии, на которых Траян Бэсеску одержал победу во втором туре с отрывом менее 0,7 %. Второй срок президента пришёлся на экономический кризис, поэтому Бэсеску пришлось проводить непопулярные реформы и принимать меры экономии.
В феврале 2011 года «Социал-демократическая партия» и «Национальная либеральная партия» сформировали «Социал-либеральный союз», занимающий большинство мест в парламенте и оппозиционный «Демократической либеральной партии» президента. Этот союз утвердил Виктора Понта премьер-министром в мае 2012. С этого момента начались разногласия между премьером и парламентом, с одной стороны, и президентом, с другой.
В июле 2012 года «Социал-либеральный союз» обвинил Траяна Бэсеску в нарушении конституции, ущемлении прав граждан и в создании помех для нормальной работы правительства. 6 июля 256 депутатов и сенаторов проголосовали за импичмент, организовав тем самым референдум по доверию президенту. Конституционный суд признал законность процедуры. Полномочия Бэсеску были приостановлены, исполняющим обязанности президента стал Крин Антонеску, председатель Сената и «Национальной либеральной партии».

## Факты о референдуме

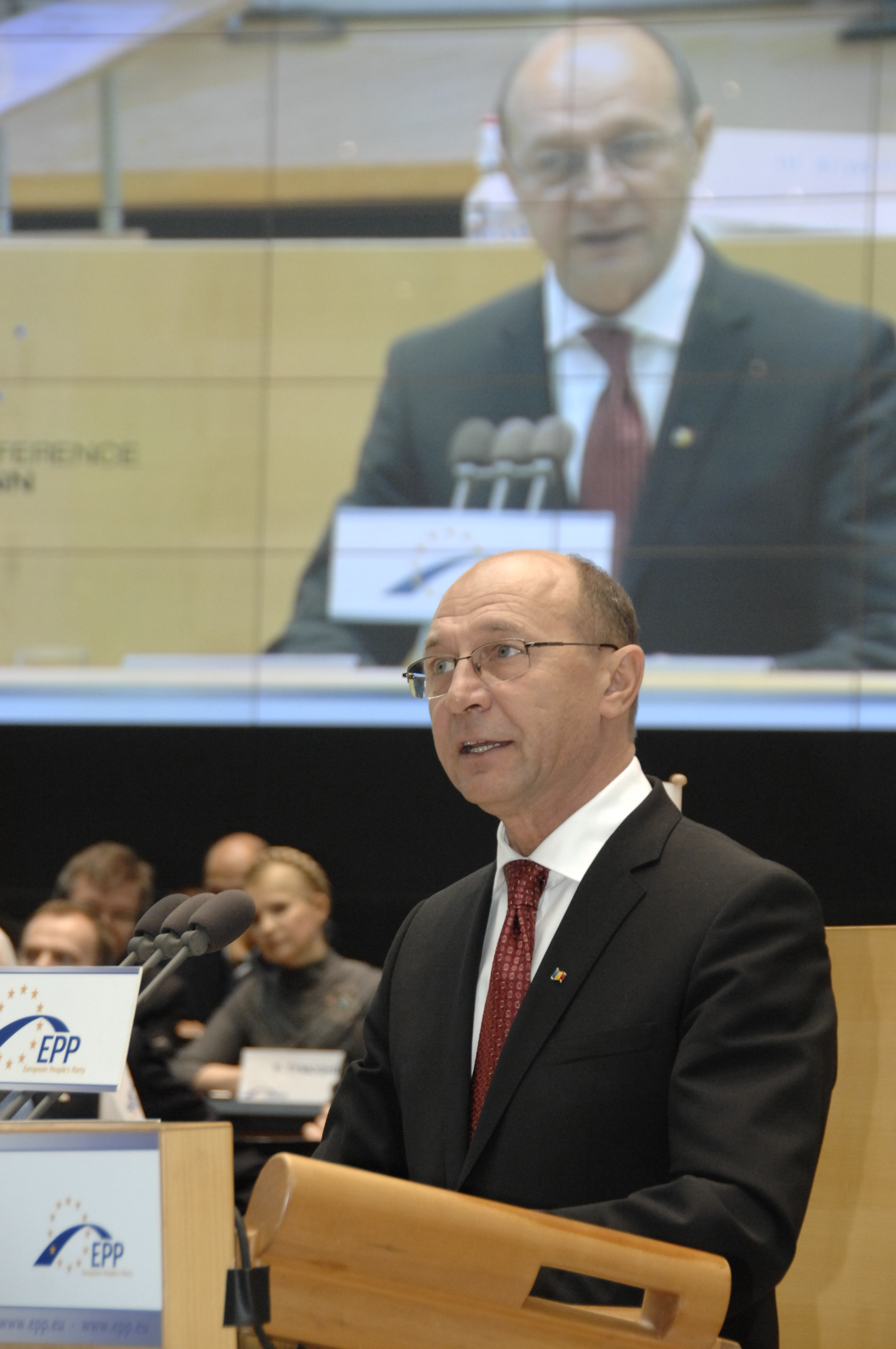
Траян Бэсеску

Референдум состоялся 29 июля 2012 года. Избиратели должны были ответить на один вопрос: «согласны ли Вы с отставкой Президента Румынии, господина Траяна Бэсеску?» (на румынском: Sunteți de acord cu demiterea Președintelui României, domnul Traian Băsescu?). Правительство приняло новые правила проведения референдума, по которым решение принимается простым большинством, явка не имеет значения. Но с этим не согласился Конституционный суд, посчитав, что для принятия решения нужно, что бы его поддержали не менее 50 % граждан, имеющих право голоса, как устанавливали старые правила. 17 июля был утверждён следующий порядок: чтобы референдум состоялся, проголосовать должны больше половины граждан, имеющих право голоса. Решение будет принято, если его поддержит простое большинство из тех, кто проголосовал.
Всего в стране 18548 избирательных участков.
Для обеспечения нужной явки правительство приняло решение продлить работу избирательных участков на 4 часа дольше обычного (с 7 до 11 вечера). Также власти хотели в два раза по сравнению с выборами 2009 года уменьшить количество избирательных участков за рубежом, где сильны позиции Бэсеску. Однако от этого плана пришлось отказаться, и МИД страны планирует открыть около трёхсот участков, как и в 2009.
Изначально сторонники Бэсеску рассматривали два варианта поведения на выборах: либо не приходить, либо голосовать против импичмента. Причём сам отстранённый президент склонялся ко второму варианту, надеясь «совершить невозможное» и победить. Однако 24 июля стало известно, что Траян Бэсеску призвал своих сторонников не приходить к избирательным урнам. Перемену во взглядах вызвало опасение, что результаты голосования будут сфальсифицированы.
Опрос общественного мнения показал, что популярность Бэсеску упала из-за проводимых им реформ и большинство опрошенных поддерживают отставку президента.
| Организация         | Дата публикации | Количество опрошенных | За импичмент | Против импичмента | Предполагаемая явка | Источник      |
| ------------------- | --------------- | --------------------- | ------------ | ----------------- | ------------------- | ------------- |
| CURS                | 18 июля         | 1104                  | 66 %         | 34 %              | 61 %                | Reuters       |
| Operations Research | 27 июля         | 1420                  | 76 %         | 24 %              | 52 %                | Realitatea TV |

## День голосования
Участки открылись в 7 часов по местному времени. C утра международные информационные агентства отмечали высокую активность голосующих. В первой половине дня, до 12 часов, отдали свой голос и. о. президента Крин Антонеску, председатель правительства Виктор Понта, второй Президент Румынии Ион Илиеску.
К 2 часам по местному времени явка составила 21,37 %. К 8 часам явка достигла 37,67 %.
По данным эксит-поллов, к закрытию избирательных участков 44 % граждан Румынии отдали свои голоса. И несмотря на то что отставку поддержали 87 % голосовавших, референдум не будет признан, а Траян Бэсеску останется президентом, так как не был преодолён избирательный порог.

### Результаты

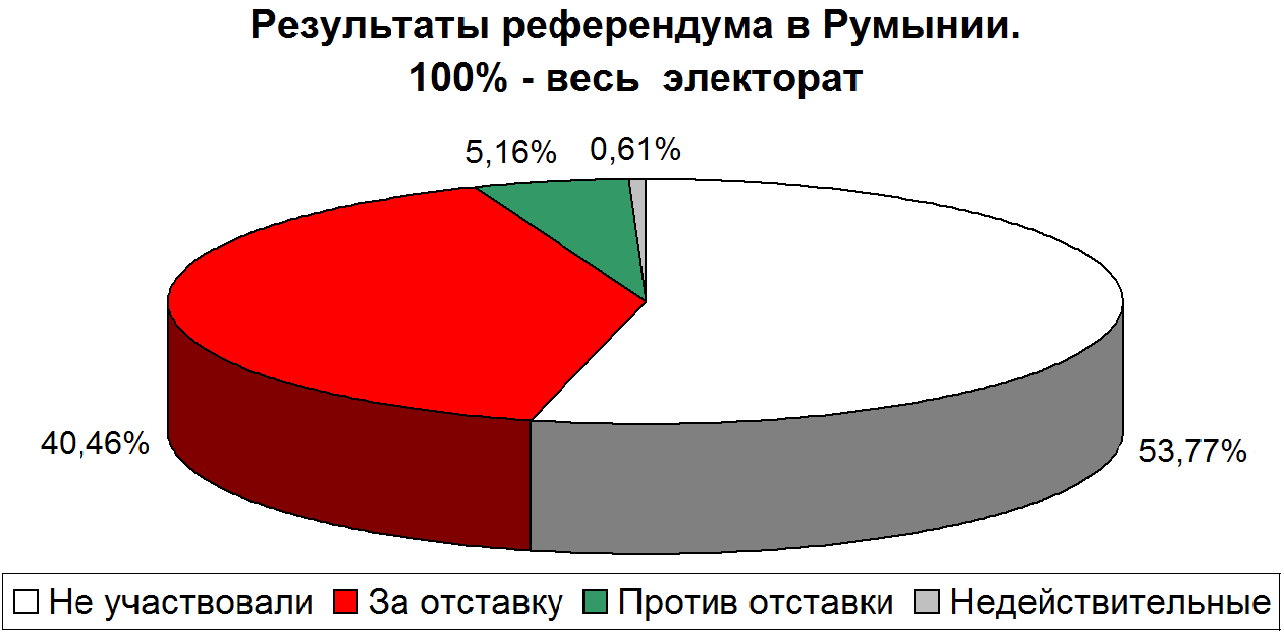
Результаты голосования и явка на референдуме

После обработки 97,52 % протоколов избирательных комиссий явка избирателей составила 46,13 %. 87,55 % голосовавших поддержали отставку, 11,12 % не поддержали, недействительных голосов — 1,31 %.
После подсчёта 99,97 % протоколов избирательных комиссий явка избирателей составила 46,23 %. 87,52 % голосовавших поддержали отставку, 11,15 % не поддержали, недействительных голосов — 1,32 %.
1 августа ЦИК Румынии опубликовал окончательные официальные результаты. Согласно им, явка избирателей составила 46,23 %. 87,52 % голосовавших поддержали отставку, 11,15 % не поддержали, недействительных голосов — 1,32 %.
| Выбор                 | Голоса     | %     |
| --------------------- | ---------- | ----- |
| За                    | 7 403 836  | 87,52 |
| Против                | 943 375    | 11,15 |
| Недействительные      | 111 842    | 1,32  |
| Явка                  | 8 459 053  | 46,24 |
| Электорат             | 18 292 464 | 100   |
| Источник: ЦИК Румынии |            |       |

Т. Бэсеску заявил, что останется президентом до окончания второго срока, потому что для утверждения импичмента более половины избирателей должны были принять участие в референдуме.
В сельской местности избиратели были активнее: там явка в среднем составила 51,6 %, тогда как в городах — 41,8 %. Больше всего проголосовавших в жудеце Олт — 73,89 %. За ним идут жудецы Мехединци и Телеорман, где к урнам пришли около 70 %. Наименьшая явка была в жудецах, населённых в основном венграми, — Харгита (13,59 %) и Ковасна (18,56 %). В Бухаресте проголосовали 40 % избирателей.
Следующим этапом должно стать признание или объявление недействительными результатов референдума Конституционным судом.

## Процесс в Конституционном суде
В первый раз после референдума для определения законности референдума Конституционный суд собрался в среду, 1 августа 2012. Премьер-министр Виктор Понта предоставил суду данные о том, что количество избирателей, включённых в списки, было завышено, и на самом деле голосовать может меньшее количество румын. Подобное мнение высказала в интервью каналу «Евроньюс» румынский политолог Алина Мунджиу-Пиппиди, основатель научно-исследовательские организации Румынское академическое общество. Она сказала, что население Румынии — 19 млн, и 18 млн из них имеют право голоса. Значит, лишь один миллион граждан не могут голосовать, что маловероятно. Это несоответствие избирательных списков реальности политолог объяснила плохой административной работой властей.
Судьи, не приняв никакого решения, перенесли заседание на четверг. 2 августа после 13 часов дебатов суд не смог составить своё мнение и перенёс рассмотрение дела на 12 сентября 2012 года, пояснив, что время будет использовано для уточнения ситуации со списками. 3 августа Конституционный суд Румынии назначил другую дату заседания по вопросу импичмента — 31 августа. Суд посчитал, что вся необходимая информация будет предоставлена на две недели раньше 12 сентября. Исполняющим обязанности Президента Румынии до постановления Конституционного суда останется Крин Антонеску.
Позже стало известно, что суд объявит своё решение об импичменте 21 августа. В этот день судьи, как и обещали, собрались на заседание. 6 голосами против 3 суд признал результаты референдума недействительными. Траян Бэсеску останется президентом до окончания своего срока.

## Международная и внутренняя реакция

### До голосования
Траян Бэсеску заявил, что путём отстранения президента «Социал-либеральный союз» захватывает власть и устанавливает свой контроль за судебными органами.
Европейская комиссия выразила своё беспокойство быстротой, с которой принимаются решения по импичменту, и призвала уважать и соблюдать верховенство закона. Жозе Мануэл Дуран Баррозу, председатель Еврокомиссии, высказался так:

События в Румынии подорвали наше доверие: неоднозначные юридические решения, размывание роли Конституционного суда, отмена устоявшихся процедур и ключевых сдержек и противовесов ставят под сомнение приверженность правительства к верховенству права.
Оригинальный текст (англ.)Events in Romania have shaken our trust: challenging judicial decisions, undermining the Constitutional court, overturning established procedures and removing key checks and balances have called into question the government’s commitment to respect the rule of law

Два раза премьер-министр Виктор Понта был вызван в Брюссель, чтобы ответить на вопросы партнёров по ЕС. Виктор Понта заявил, что разделяет опасения Еврокомиссии и что правительство Румынии делает всё, чтобы ответить на интересующие ЕС вопросы.
Государственный департамент США также сделал заявление по поводу процедуры импичмента, в котором отмечалось обеспокоенность ситуацией, происходящей в стране — союзнике по альянсу НАТО. США убеждены, что столь важный и сложный вопрос, как импичмент, должен проходить в полностью прозрачной обстановке, с соблюдением демократических идеалов.
ПАСЕ и Совет Европы выразили своё беспокойство и призвали Румынию соблюдать европейские стандарты. Генеральный секретарь Совета Европы запросил заключение Венецианской комиссии о законности действий румынского правительства.
МВФ в связи с нестабильностью приостановил сотрудничество с Румынией. Консультации должны быть возобновлены после проведения референдума.

### После голосования
Траян Бэсеску заявил, что румыны выступили против государственного переворота и за основные европейские ценности.
Виктор Понта поблагодарил пришедших к избирательным участкам и призвал Бэсеску не игнорировать мнение большинства граждан страны и уйти в добровольную отставку.
Канал «Euronews» отметил, что, несмотря на провал референдума, Т. Бэсеску теперь столкнётся с недостатком легитимности, так как на референдуме 7,4 млн граждан высказались против президента, а на выборах 2009 года лишь 5,3 млн человек проголосовали за Бэсеску.
30 июля председатель Парламентской ассамблеи Совета Европы Жан-Клод Миньон призвал все стороны конфликта преодолеть свои разногласия для будущей совместной работы и защищать независимость судебных органов. Также он указал властям Румынии на необходимость реформ государственных институтов, подчеркнув, что ПАСЕ готова оказать всестороннюю поддержку в их проведении.

### Во время процесса в Конституционном суде
6 августа председатель Парламентской ассамблеи Совета Европы Жан-Клод Миньон высказался в поддержку независимости Конституционного суда Румынии и предложил судьям обратиться за помощью в Венецианскую комиссию в целях принятия наиболее справедливого решения.
7 августа председатель Венецианской комиссии Джанни Букиккио рассказал, что у него есть информация о давлении румынских властей на суд и отдельных судей, и призвал все политические силы страны уважать Конституционный суд и предпринять все необходимые меры, чтобы оградить судей и их семьи от опасности.

### После решения суда
Комментируя постановление суда, Т. Бэсеску заявил, что сейчас главная задача властей — восстановить функционирование демократических институтов в Румынии и вернуть к стране доверие. Один из лидеров противников Бэсеску, исполняющий обязанности Президента Румынии Крин Антонеску сказал, что «Социал-либеральный союз» уважает решение суда, но не собирается сотрудничать с вернувшимся на пост президентом. Антонеску добавил, что, по результатам референдума, ясно, что Бэсеску был народом отправлен в отставку.
Вечером 21 августа около 1000 румын провели митинг в Бухаресте, чтобы выразить недовольство тем, что их попытка отстранить президента провалилась.
Председатель Еврокомиссии Жозе Мануэл Дуран Баррозу призвал политиков следовать решению Конституционного суда, стараться преодолеть разногласия во имя интересов Румынии и обеспечить верховенство права для восстановления политической стабильности и экономического доверия.